# Bleispitze
Bleispitze är en bergstopp i Österrike.   Den ligger i distriktet Reutte och förbundslandet Tyrolen, i den västra delen av landet, 400 kilometer väster om huvudstaden Wien. Toppen på Bleispitze är 2 225 meter över havet, eller 226 meter över den omgivande terrängen. Bredden vid basen är 1,3 km.
Terrängen runt Bleispitze är huvudsakligen bergig, men åt nordväst är den kuperad. Närmaste större samhälle är Reutte, 12,1 kilometer nordväst om Bleispitze. 
I omgivningarna runt Bleispitze växer i huvudsak barrskog. Runt Bleispitze är det ganska glesbefolkat, med 29 invånare per kvadratkilometer.